# Dan-i
Dan-i (em japonês:  段位, categoria), ou dankyuisei (段級位制, Dankyūisei, sistema de etapas e passos), é um sistema de graduação utilizado por várias entidades para atestar o nível de conhecimento que uma pessoa possui. Sua criação é atribuída a Honinbo Dosaku, um experto do jogo go, que o elaborou em substituição aos métodos pretéritos, haja vista estes últimos não mostrarem muita certeza, o que deixava margem a muita subjetividade. O sistema, contudo, é mais conhecido por sua utilização como método de graduação das artes marciais japonesas, cujo mérito recai sobre Jigoro Kano, que o adaptou ao judô e influenciou mestres de outras artes marciais, que o adoptaram também.
O sistema estabelece determinados níveis de conhecimento, denominados dan (段). Originalmente, eram nove níveis, mas cada escola que o utiliza tende a possuir mais ou menos graus. Também, além desses graus de maestria, há estágios inferiores, que são chamados de kyu (級, kyū) e são atribuídos àqueles praticantes neófitos e àqueles que não ainda conseguiram lograr aprovação ao primeiro dan.